# В'язовка (Давлекановський район)
В'язовка (рос. Вязовка, башк. Вязовка) — присілок у складі Давлекановського району Башкортостану, Росія. Входить до складу Бік-Кармалинської сільської ради.
Населення — 16 осіб (2010; 30 в 2002).
Національний склад:
- росіяни — 44 %